# Montagne de Sous-Dîne
La montagne de Sous-Dîne est une montagne de France située en Haute-Savoie.

## Géographie

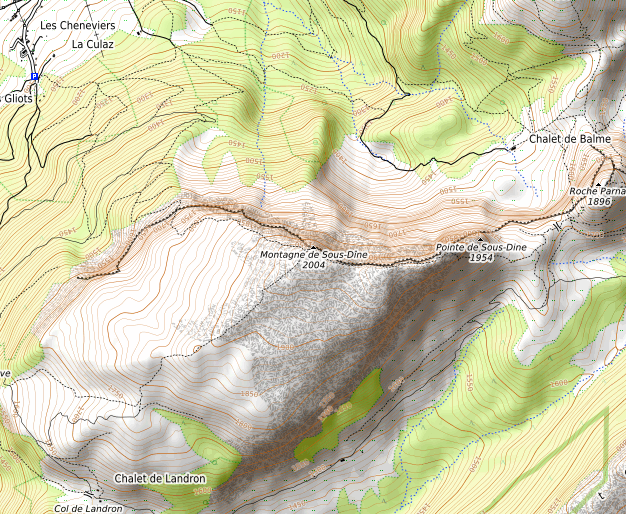
Carte topographique.

De forme massive, elle est constituée d'un anticlinal délimité au nord et à l'ouest par des falaises dominant le Genevois et la vallée de l'Arve. Elle est bordée au sud-est par le Champ Laitier qui le sépare de la montagne des Frêtes et au sud-ouest par le col de Landron et la vallée de la Fillière. Son extrémité orientale, la pointe de Sous-Dîne, se prolonge par la roche Parnal au-delà du col du Câble. D'un point de vue géologique, elle constitue le prolongement du Parmelan situé au sud-ouest par-delà la cluse de la Fillière.

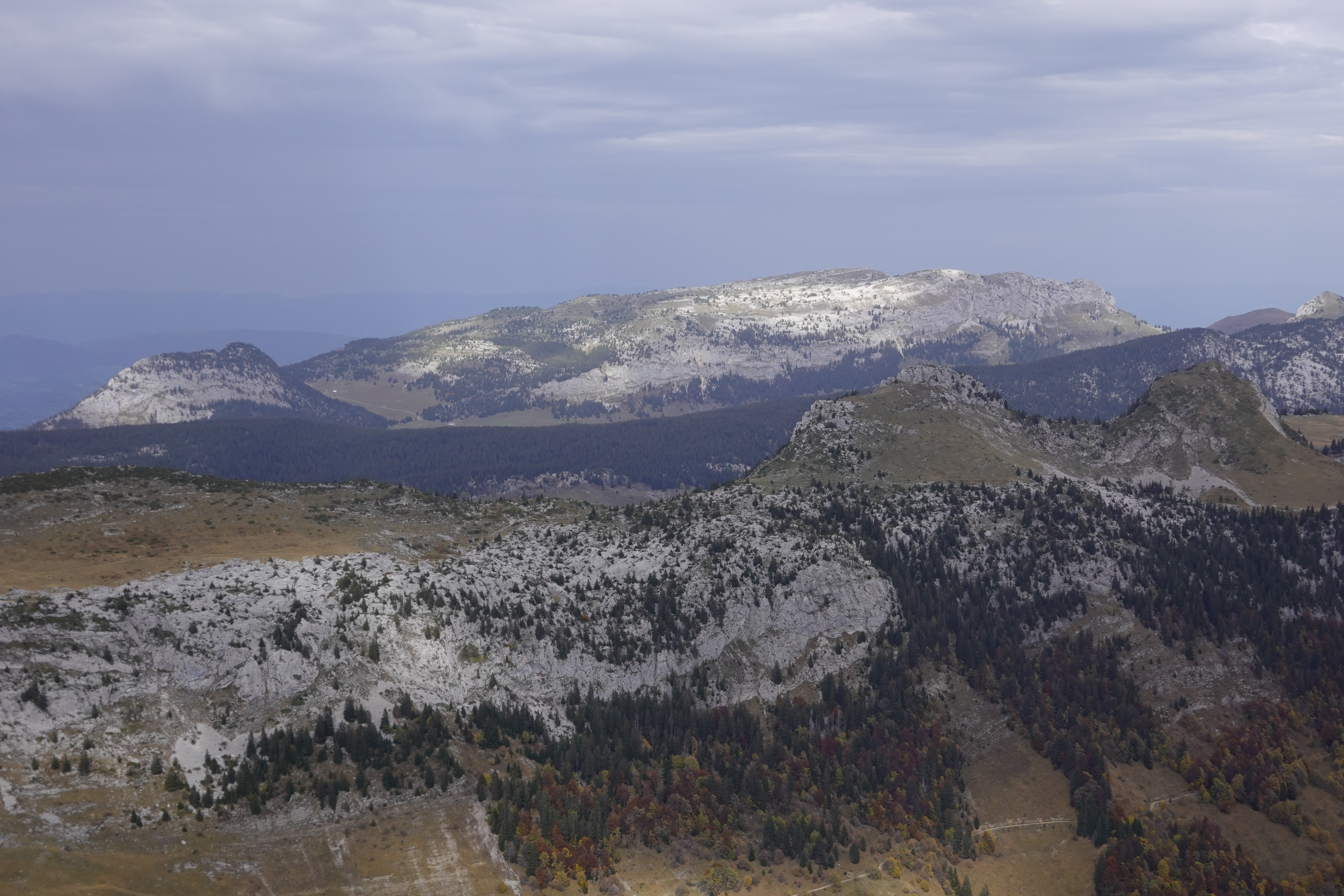
Vue en direction du nord-ouest depuis le sommet du mont Lachat avec successivement la pointe de Puvat, la montagne des Frêtes couverte de forêt puis la montagne de Sous-Dîne.